# 詹姆斯·F·米德
詹姆斯·F·米德（1916年10月—1987年11月30日）是一位美国生物化学家，发现了一种以其姓氏命名的Ω-9脂肪酸——米德酸（Mead acid）。